# Малиновое вино
«Малиновое вино» (латыш. Aveņu vīns) — советский художественный фильм по мотивам повести Виктора Лагздиньша «Ночь на хуторе Межажи».

## Сюжет
Гирт Рандер, майор милиции, приехал на хутор в гости к своему другу детства Юрису. Тот несколько раз пытался о чём-то рассказать, но откровенного разговора так и не получилось.
Вечером, сидя с гостями за праздничным столом, Юрис пошёл принести бутылку малинового вина. Не дождавшись мужа, Расма спустилась вниз и обнаружила мёртвое тело в подвале с домашними припасами. Версия смерти от несчастного случая, о которой заговорили собравшиеся, была сразу отброшена Гиртом.
Он тщательно собрал имевшиеся на месте улики и приступил к опросу. Выяснилось, что причиной для убийства могли быть ревность, месть или деньги. Подозревать можно было любого из гостей, ни у кого не было алиби. Харалд, как выяснилось, был любовником Расмы. Альберт ревновал Юриса к своей жене. Вилису отказали в просьбе взять в долг две тысячи рублей, которые позже пропали из находившейся в спальне шкатулки.
Гирт тщательно, по крупице, восстановил хронологию событий. Из отрывочных показаний он составил реальную картину случившегося. У Инсбергов серьёзно болел сын, и озабоченный отец, нуждаясь в деньгах, был втянут в криминальную схему хищения драгоценных металлов на своём производстве. Юрис, талантливый инженер, предложил при изготовлении электрических контактов использовать новую, более экономичную технологию. Нашлись оборотистые люди, которые внедрили его идею, минуя государство. Мучаясь от чувства своей вины, по прошествии некоторого времени, Юрис собирался открыть тайну.
Одним из организаторов хищения был Феликс, непосредственный начальник Юриса. Он и убил его, в припадке гнева, ударив лежащим рядом топориком. Осознав своё разоблачение, Феликс бежит, отогнав припаркованную у дома машину. На лесной дороге, не справившись с управлением, сбивает лося и гибнет от полученных травм.

## В ролях

Кадр из фильма

- Алвис Бирковс — Гирт Рандер
- Арнис Лицитис — Юрис Инсберг
- Индра Бурковска — Расма Инсберга
- Ивар Калныньш — Альберт
- Инесе Паберза — Ирена Альберта
- Мартыньш Вердыньш — Харалд Улас
- Мирдза Мартинсоне — Дина Уласе
- Рихард Рудакс — Феликс
- Петерис Лиепиньш — Вилис

## Съёмочная группа
- Автор сценария: Арвидс Криевс, Валентин Ежов, Алоиз Вазнис
- Режиссёр: Арвидс Криевс
- Оператор: Давис Симанис
- Художник: Иева Романова
- Композитор: Мартиньш Браунс
- Художественный руководитель: Янис Стрейч
- Художник по костюмам: Вечелла Варславане